# Quinto Sulpício Longo
Quinto Sulpício Longo (em latim: Quintus Sulpicius Longus) foi um político da gente Sulpícia nos primeiros anos da República Romana, eleito tribuno consular em 390 a.C..

## Tribunato consular (390 a.C.)
Em 390 a.C., Quinto foi eleito tribuno consular com Quinto Fábio Ambusto, Numério Fábio Ambusto, Cesão Fábio Ambusto, Quinto Servílio Fidenato e Públio Cornélio Maluginense.
À Quinto Sulpício e aos demais tribunos Lívio reputa a maior parte da responsabilidade pela derrota romana na Batalha do Rio Ália, o prólogo do Saque de Roma pelos gauleses sênones de Breno.
Ele, junto com Marco Fúrio Camilo, nomeado ditador enquanto estava em Ardea reorganizando as forças romanas, recaiu a missão de tentar negociar com Breno o preço de 1 000 moedas de ouro para deixar Roma em paz. E Quinto Sulpício, assim como os demais tribunos consulares, foram os maiores defensores da proposta de se abandonar Roma em prol de Veios depois da derrota dos sênones.

Depois de tê-la salvo em tempo de guerra, Camilo salvou a cidade novamente quando, em tempo de paz, evitou uma imigração em massa para Veios, apesar dos tribunos — já que Roma era uma pilha de cinzas — serem os maiores defensores da iniciativa e do apoio ainda maior da plebe.— Lívio Ab Urbe Condita V, 4, 49.